# Chodyniccy herbu Lubicz
Chodyniccy herbu Lubicz – polski ród szlachecki wywodzący się z Małopolski, osiadły w Galicji i na Polesiu.

## Historia
Seweryn Uruski wywodzi Chodynickich w Małopolski. Wskazuje, że Milota (1402) i Spytko (1452) są cytowani w aktach krakowskich. Z kolei Mikołaj pełnił urząd podstarosty krakowskiego w 1453 roku. W późniejszych wiekach głównymi posiadłościami rodu stały się jednak Chodynicze oraz Nestorowe Łozy (nieistniejący dziś folwark leżący między miejscowościami Kotasze i Chidry) położone w ziemi kobryńskiej.
Jak podaje Adam Boniecki, w 1782 roku Jan, Feliks i Mikołaj Chodyniccy z Chodynicz i Nestorowych Łóz dowiedli swego szlachectwa w Galicji, przed sądem grodzkim w Trembowli. W tym samym roku Jan uzyskał potwierdzenie szlachectwa również w sądzie grodzkim halickim. Zgodnie z dokumentami wywodowymi wszyscy trzej mieli być synami Dominika i Elżbiety z Puchalskich oraz wnukami Jana i Anny ze Sterpińskich. Z kolei Cyprian, syn Hieronima, jego synowie (Paweł i Konstanty) oraz bracia (Albin, Józef i Ignacy) wylegitymowali się w roku 1830 w guberni grodzieńskiej.

## Przedstawiciele
- Kazimierz Chodynicki (1890–1942) – mediewista i historyk Kościoła, profesor Uniwersytetu Wileńskiego i Poznańskiego;
- Paweł Chodynicki (1843–1908) – adwokat, uczestnik powstania styczniowego, dwukrotnie zesłany na Sybir[5].